# Pigiopsis ugandana
Pigiopsis ugandana là một loài bướm đêm trong họ Geometridae.